# Amasa Walker

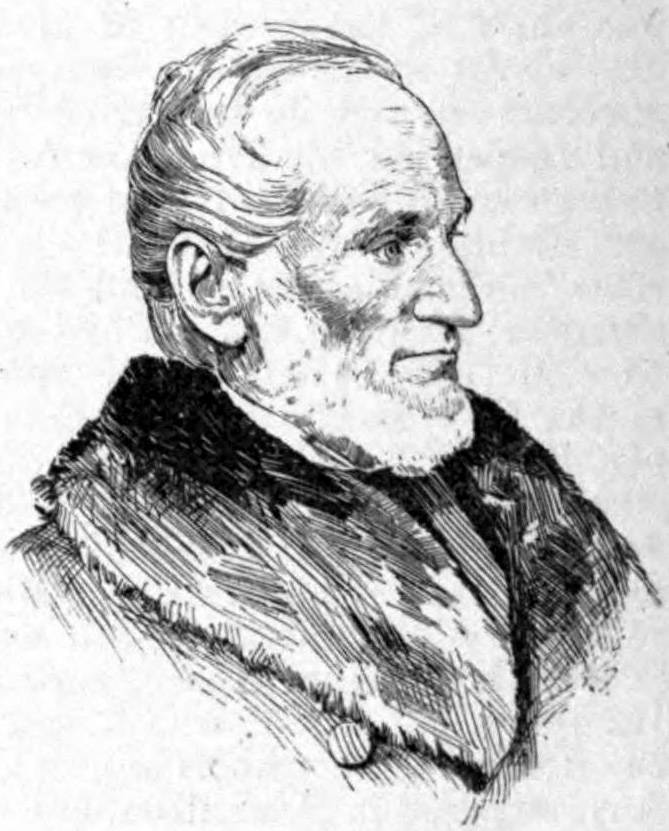
Amasa Walker

Amasa Walker (* 4. Mai 1799 in East Woodstock, Windham County, Connecticut; † 29. Oktober 1875 in North Brookfield, Massachusetts) war ein US-amerikanischer Politiker. In den Jahren 1862 und 1863 vertrat er den Bundesstaat Massachusetts im US-Repräsentantenhaus.

## Werdegang
Noch während seiner Kindheit kam Amasa Walker mit seinen Eltern nach North Brookfield in Massachusetts, wo er die öffentlichen Schulen besuchte. Im Jahr 1825 zog er nach Boston, wo er bis 1840 im Handel arbeitete. Politisch schloss er sich zunächst der Demokratischen Partei an. Im Mai 1835 war er Delegierter zur Democratic National Convention in Baltimore, auf der Martin Van Buren als Präsidentschaftskandidat nominiert wurde. Im Jahr 1843 war er Delegierter auf der internationalen Friedenskonferenz in London und dann 1849 auf der in Paris. Zwischen 1842 und 1848 lehrte er politische Ökonomie am Oberlin College in Ohio. Im Jahr 1849 war er Abgeordneter im Repräsentantenhaus von Massachusetts; 1850 gehörte er dem Staatssenat an. In den Jahren 1851 und 1852 war er als Secretary of the Commonwealth der geschäftsführende Beamte der Staatsregierung von Massachusetts. Im Jahr 1853 war er Delegierter auf einer Versammlung zur Überarbeitung der Staatsverfassung. Danach hielt er zwischen 1853 und 1860 an der Harvard University Vorträge im Fach politische Wirtschaftslehre. Inzwischen war Walker der 1854 gegründeten Republikanischen Partei beigetreten. Im Jahr 1860 war er nochmals Abgeordneter im Repräsentantenhaus seines Staates.
Nach dem Tod des Abgeordneten Goldsmith Bailey wurde Walker bei der fälligen Nachwahl für den neunten Sitz von Massachusetts als dessen Nachfolger in das US-Repräsentantenhaus in Washington, D.C. gewählt, wo er am 1. Dezember 1862 sein neues Mandat antrat. Da er bei den regulären Kongresswahlen des Jahres 1862 nicht mehr kandidierte, konnte er bis zum 3. März 1863 nur die laufende Legislaturperiode im Kongress beenden. Diese Zeit war von den Ereignissen des Bürgerkrieges geprägt. Nach dem Ende seiner Zeit im US-Repräsentantenhaus arbeitete Amasa Walker wieder im Lehrbetrieb. Bis 1859 war er Lektor für Wirtschaftspolitik am Amherst College. Zu diesem Thema veröffentlichte er auch mehrere Bücher. Er starb am 29. Oktober 1875 in North Brookfield.